# Звонкий зубной щелевой согласный
Звонкий зубной щелевой согласный — согласный звук, имеющийся в некоторых языках мира. Отсутствует в славянских языках. Международный фонетический алфавит передаёт этот звук символом ð, что соответствует D в X-SAMPA. В тюркских языках, записываемых кириллицей, обозначается согласной буквой ҙ.
Глухой межзубный согласный (глухой зубной щелевой согласный) имеет обозначение [θ] (греческая буква тета). Оба звука в паре являются фрикативными.

## Свойства
- Место образования: межзубный
- Способ образования:
- Тип фонации: звонкий

## Распространение
Среди языков мира этот звук представлен в английском, испанском, албанском, греческом, исландском, эльвдальском, готском, туркменском, башкирском, стандартном арабском (и некоторых диалектах арабского, как например тунисский), баскском в качестве аллофона /d/, бирманском, в некоторых диалектах лесного кри, фиджийском, австрийском немецком в качестве аллофона /d/ между гласными, в языках хэн и гвичин, кабильском, в некоторых диалектах европейского португальского, в некоторых диалектах шотландского кельтского в качестве аллофона /ɾʲ/, в некоторых диалектах шведского в качестве аллофона /d/, арумынском, корнском и валлийском.

## Русскаятранскрипция
Межзубные звуки проникали в русский язык чаще всего в составе греческих и английских заимствований; они всегда русифицируются, превращаясь в «з» или, реже, «д» и «в».

## Примеры
В новогреческом и английском (в котором звук передаётся диграфом th) языках этот согласный образовался путём ослабления взрыва в звуке «д». К примеру, в каппадокийском диалекте под турецким влиянием он выпадает или переходит в «д». В ряде языков, однако, несмотря на свою частотность, межзубный [ð] не образует отдельной фонемы (то есть смыслоразличительная минимальная пара с «д» не возникает), а представляет собой позиционный аллофон звука «д»: ср. испанский язык: dar «давать», но edad [эðа-], где твёрдый звук «д» между гласными переходит в межзубный [ð], а в конце слова d не произносится.
Среди тюркских языков этот звук широко представлен в башкирском и туркменском: баш. ҡыҙ [qɯð] «девушка», туркм. sekiz [θekið] «восемь». В башкирском он регулярно соответствует как общетюркскому [z], так и [d] в положении между гласными и некоторых других положениях.